# ناحیه هیل (پیتسبرگ)
ناحیه هیل (به انگلیسی: Hill District) یک منطقهٔ مسکونی در ایالات متحده آمریکا است که در پیتسبرگ واقع شده‌است.  ناحیه هیل در آغاز سال‌های منتهی به جنگ جهانی اول، «تپه» مرکز فرهنگی زندگی سیاه‌پوستان در شهر و مرکز اصلی موسیقی جاز بود. علیرغم شور و نشاط فرهنگی و اقتصادی آن، در اواسط دهه ۱۹۵۰، منطقه قابل توجهی برای توسعه مجدد این ناحیه در نظر گرفته شد و حدود ۸۰۰۰ نفر را آواره کرد.